# فولتندیل (آلاباما)
فولتندیل (به انگلیسی: Fultondale) شهری در شهرستان جفرسون ایالت آلاباما است که مساحت آن ۳۱٫۵۹ کیلومتر مربع است و در سرشماری سال ۲۰۱۰ میلادی، ۸٬۳۸۰ نفر جمعیت داشته و تراکم جمعیتی آن، ۲۶۵٫۲۷ نفر در هر کیلومتر مربع بوده است.